# Mowag Pirat
Der Mowag Pirat war der Prototyp eines Schützenpanzers des Schweizer Unternehmens Mowag.

## Geschichte und Entwicklung
Es wurden verschiedene Versionen des Mowag Pirat in den Jahren 1960–1975 gebaut, insgesamt elf Prototypen.
Zusammen mit dem Saurer Tartaruga wurde der Mowag Pirat von der Schweizer Armee getestet; diese entschied sich dann jedoch für den amerikanischen M113.
Der Mowag Pirat legte die Basis für den späteren Mowag 3M1.
Ein Prototyp steht heute im Schweizerischen Militärmuseum Full und einer im Panzermuseum Thun.